# 건담 더블 X
건담 더블 X(영어: Gundam Double X, 일본어: ガンダムダブルエックス)는 1996년에 방영된 TV 애니메이션 《기동신세기 건담 X》에 등장하는 모빌 슈트(MS)로 분류되는 가공의 유인 조종식 인간형 로봇 병기이며, 프로그램 후반부터 등장하는 새로운 주역기이다. 건담 DX라고도 한다.

## 같이 보기
- 기동신세기 건담 X
- 건담 X